# Tudivasum armigerum
Tudivasum armigerum (denominada, em inglês, armored tudicula; no passado pertencente ao gênero Tudicla; ou armored vase) é uma espécie de molusco gastrópode marinho do oeste do oceano Pacífico, pertencente à família Turbinellidae (outrora na família Vasidae), originalmente classificada por Arthur Adams, em 1856. Esta é a espécie-tipo do gênero Tudivasum Rosenberg & Petit, 1987.

## Descrição da concha e hábitos
Lembrando bastante um molusco da família Muricidae, Tudivasum armigerum possui uma concha de coloração amarelada, castanha ou creme, com pouco mais de 7 centímetros de comprimento quando desenvolvida; com espiral moderadamente baixa, canal sifonal destacado e espinhos proeminentes, às vezes curvos, em sua área mais larga ou rodeando seu canal. Columela dotada de pregas visíveis, esta e a abertura brancas. Opérculo curvo e córneo. Podem ocorrer espécimes com espiral sinistrogira.
É encontrada em águas fora da costa até os 30 ou 40 metros de profundidade. Os animais da família Turbinellidae são predadores.

## Distribuição geográfica
Tudivasum armigerum é uma espécie endêmica da Austrália, indo desde Queensland até o Território do Norte e Austrália Ocidental.

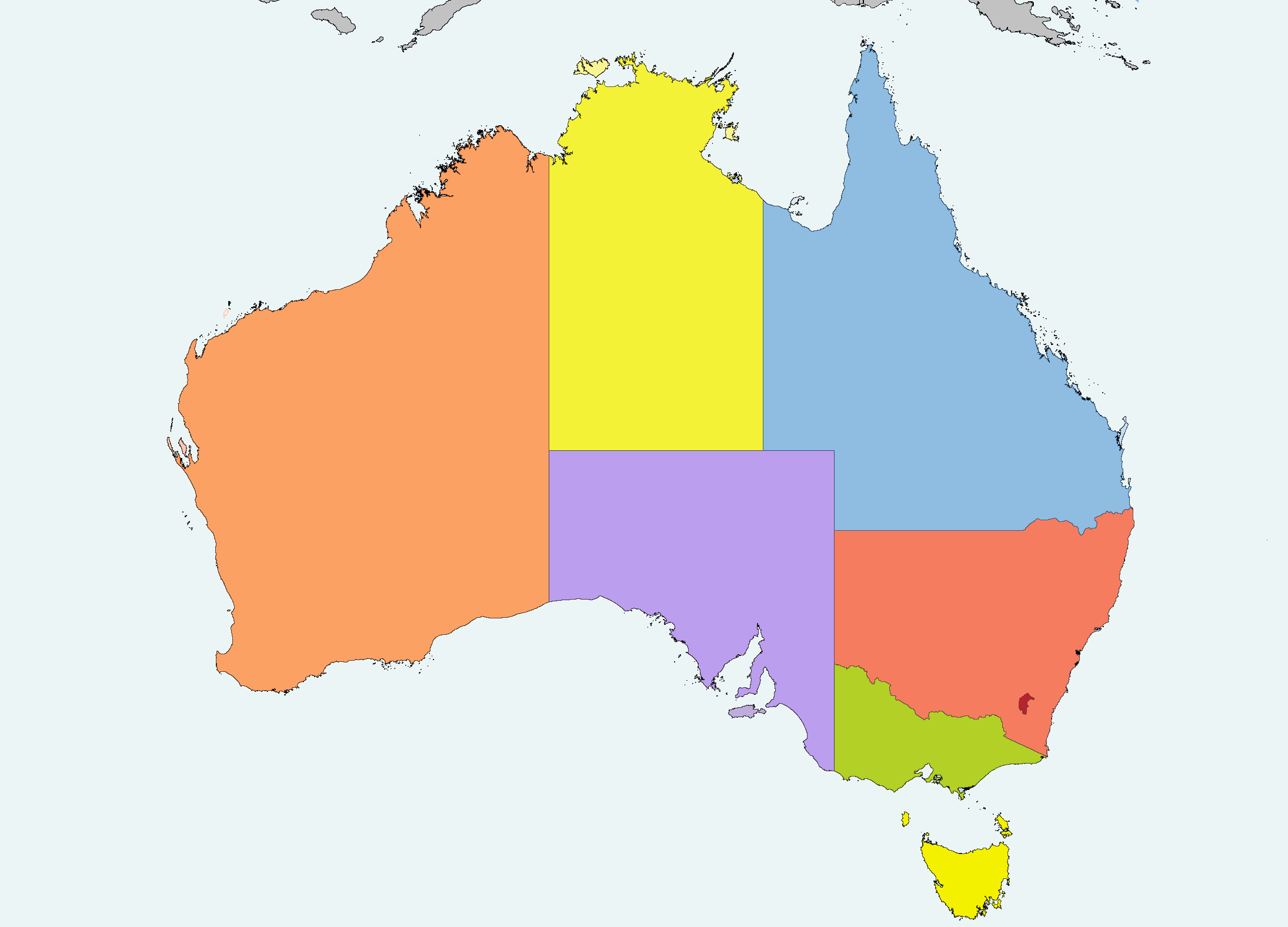
T. armigerum ocorre nos territórios do norte, nordeste e oeste da Austrália.